# Бітоу
Бітоу (англ. Bitou) — місцевий муніципалітет в районі Еден, Західна Капська провінція, ПАР. Муніципальний код місцевого муніципалітету WC047. Населення муніципалію становить 29 149 чоловік.

## Географія
Загальна площа муніципалію становить 991 км².

### Сусідні муніципалітети
- Коу-Камма (північ, північний схід)
- Аберден-Плеін (схід)
- Книсна (захід)
- Саус-Кейп (північний захід)

З півдня місцевий муніципалітет омивається водами Індійського океану.

## Демографія
За даними перепису 2001 року на території муніципалію проживало 29 149 чоловік та нараховувалось 8 756 домогосподарств. Густота населення становить 29.41/км². Густота домашніх господарств 8.84/км². Расовий склад муніципалітету негрів 37.95%, кольорових 40.25%, азіати 0.31%, та білих 21.50%.